# Loubajac
Loubajac ist eine französische Gemeinde mit 435 Einwohnern (Stand: 1. Januar 2022) im Département Hautes-Pyrénées in der Region Okzitanien. Sie gehört zum Arrondissement Argelès-Gazost und zum Kanton Lourdes-1. 
Der Dolmen du Peyre-Dusets liegt in Loubajac.

## Lage
Sie ist umgeben von den folgenden Nachbargemeinden:
|         | Barlest                                     |         |
| Lourdes | Kompassrose, die auf Nachbargemeinden zeigt | Bartrès |
|         | Poueyferré                                  |         |

## Bevölkerungsentwicklung

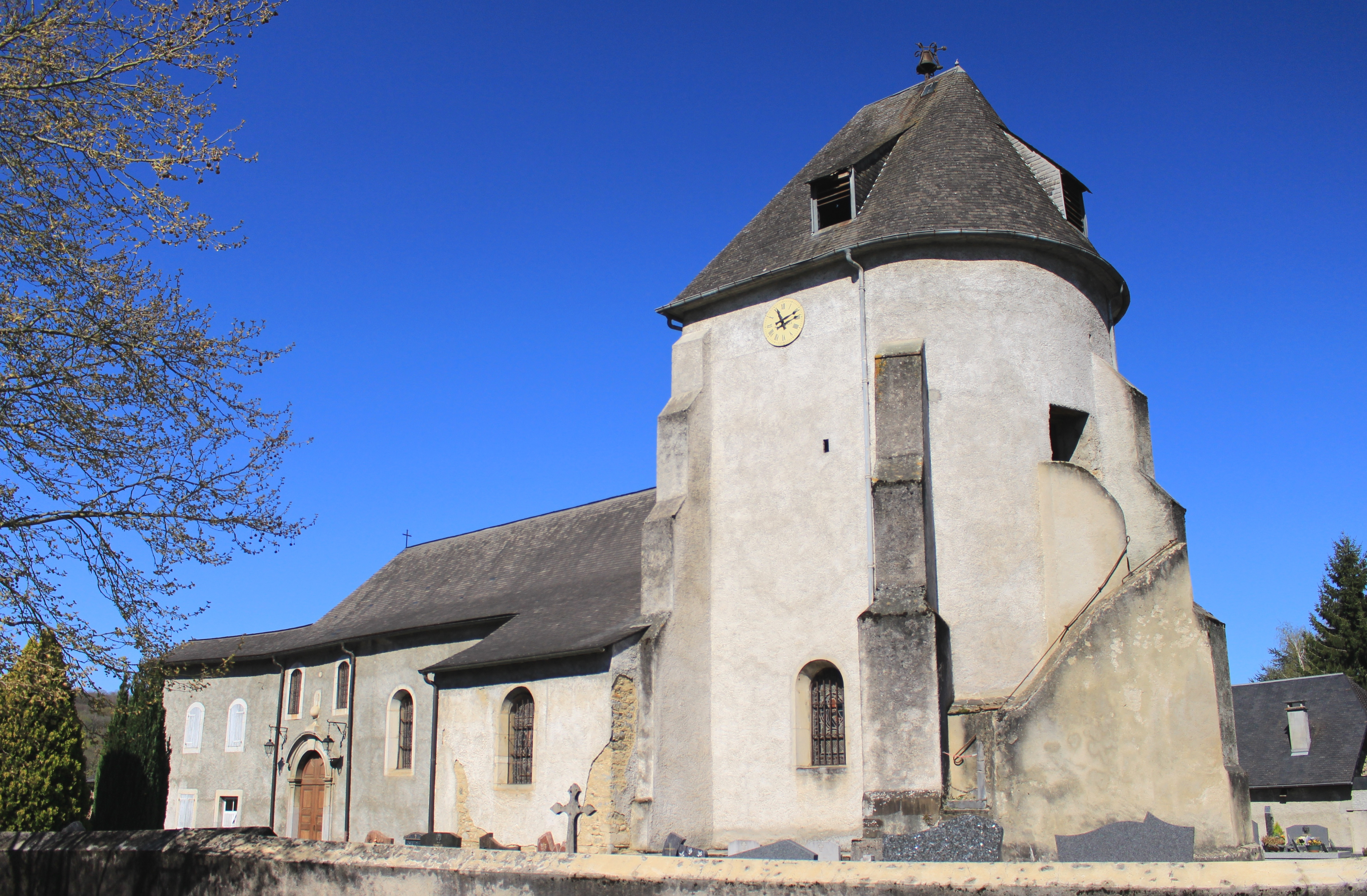
Kirche Saint-Saturnin, Monument historique seit 1986

| Jahr                      | 1962 | 1968 | 1975 | 1982 | 1990 | 1999 | 2008 | 2016 |
| ------------------------- | ---- | ---- | ---- | ---- | ---- | ---- | ---- | ---- |
| Einwohner                 | 167  | 260  | 257  | 341  | 370  | 378  | 393  | 395  |
| Quelle: Cassini und INSEE |      |      |      |      |      |      |      |      |